# Yoyo@home
Yoyo@home est une plateforme multi-projet BOINC qui permet de faire fonctionner des programmes de recherches extérieurs à BOINC. Pour ce faire, l'administrateur du projet et son équipe de programmeurs adaptent les applications au format BOINC.
Les projets actuellement adaptés sont : 
- OGR-27 de Distributed.net, son but est de déterminer la façon optimale (la plus courte) de placer 27 marques selon la règle de Golomb.
- Evolution@home, vise à comprendre l'origine et l'évolution de la vie sur la Terre et d'étudier les processus qui amènent à l'extinction des espèces.
- Muon1, vise à optimiser la conception d'un accélérateur de particules qui sera utilisé pour mesurer la masse des neutrinos.

Les projets terminés :
- OGR-26 de Distributed.net, son but est de déterminer la façon optimale (la plus courte) de placer 26 marques selon la règle de Golomb.
- OGR-25 de Distributed.net, son but est de déterminer la façon optimale (la plus courte) de placer 25 marques selon la règle de Golomb.

Les applications de Yoyo@home sous BOINC sont disponibles pour Linux, Mac OS (PPC, Intel), Solaris, BSD, PS3 et Windows. 